# Sala del Fico

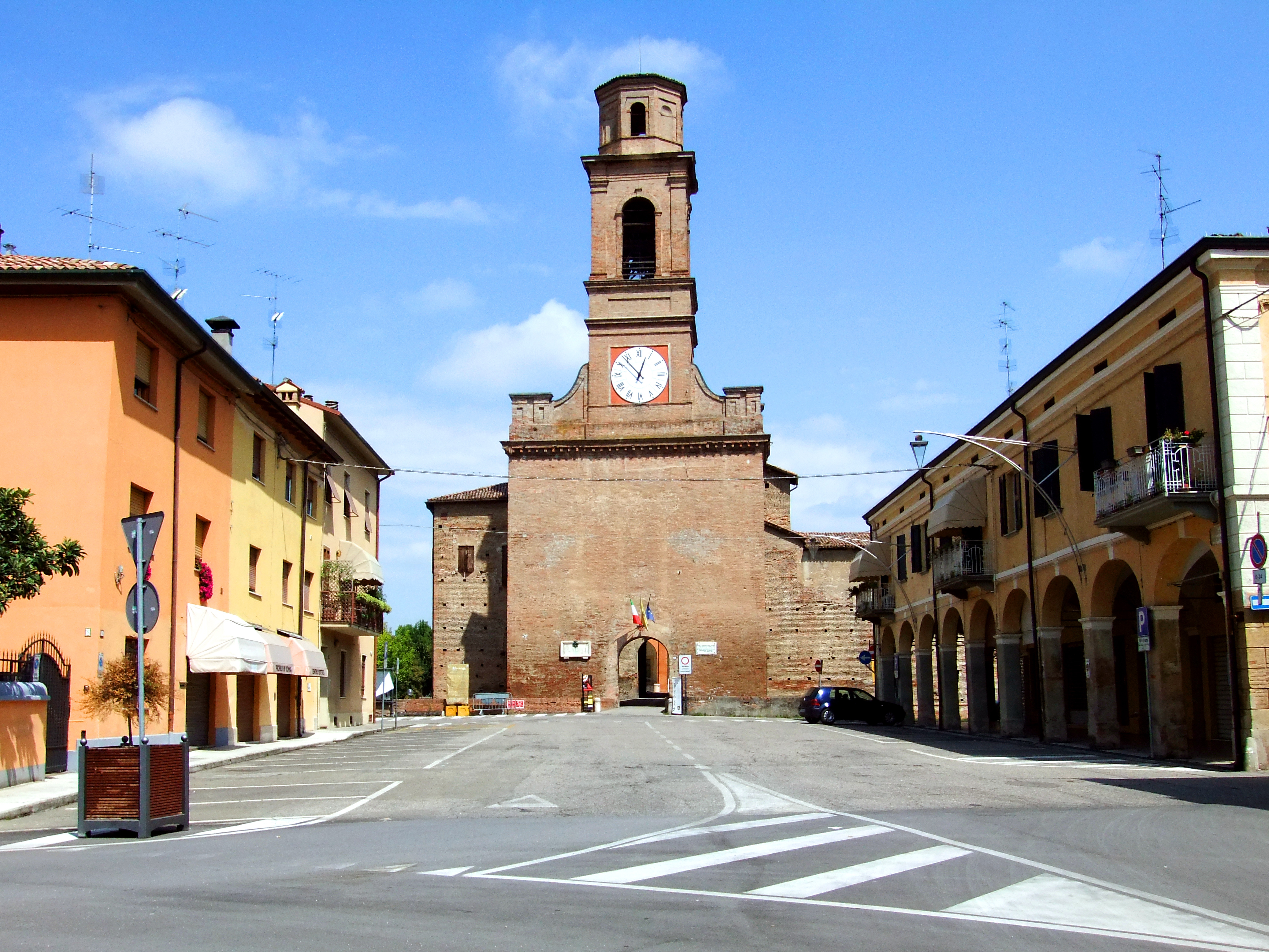
La rocca di Novellara

La Sala del Fico (o Salotto della Signora) è un ambiente della rocca gonzaghesca di Novellara, in provincia di Reggio Emilia.

## Storia e descrizione
La sala prende il nome da una pianta di fico che si trovava nelle vicinanze. Fu eseguita per celebrare le nozze, avvenute nel 1567, di Alfonso I Gonzaga, conte di Novellara e Bagnolo e di Vittoria di Capua, figlia di Giovanni Tommaso di Capua marchese della Torre di Francolise (? – 1627) e di Faustina Colonna, figlia di Don Camillo Colonna duca di Zagarolo. 
La sala si caratterizza per un ampio soffitto con volta a crociera e dipinto a festoni e grottesche, su progetto di Lelio Orsi e realizzato dai pittori Domenico Fredino, ferrarese e Giovan Battista Torbido e forse, in parte, di Giulio Rubone, mantovano. Anche Raffaellino da Reggio sembra aver partecipato alla realizzazione pittorica di Sala del Fico.
La sala è stata oggetto di restauro, conclusosi agli inizi del 2010.

## Galleria d'immagini

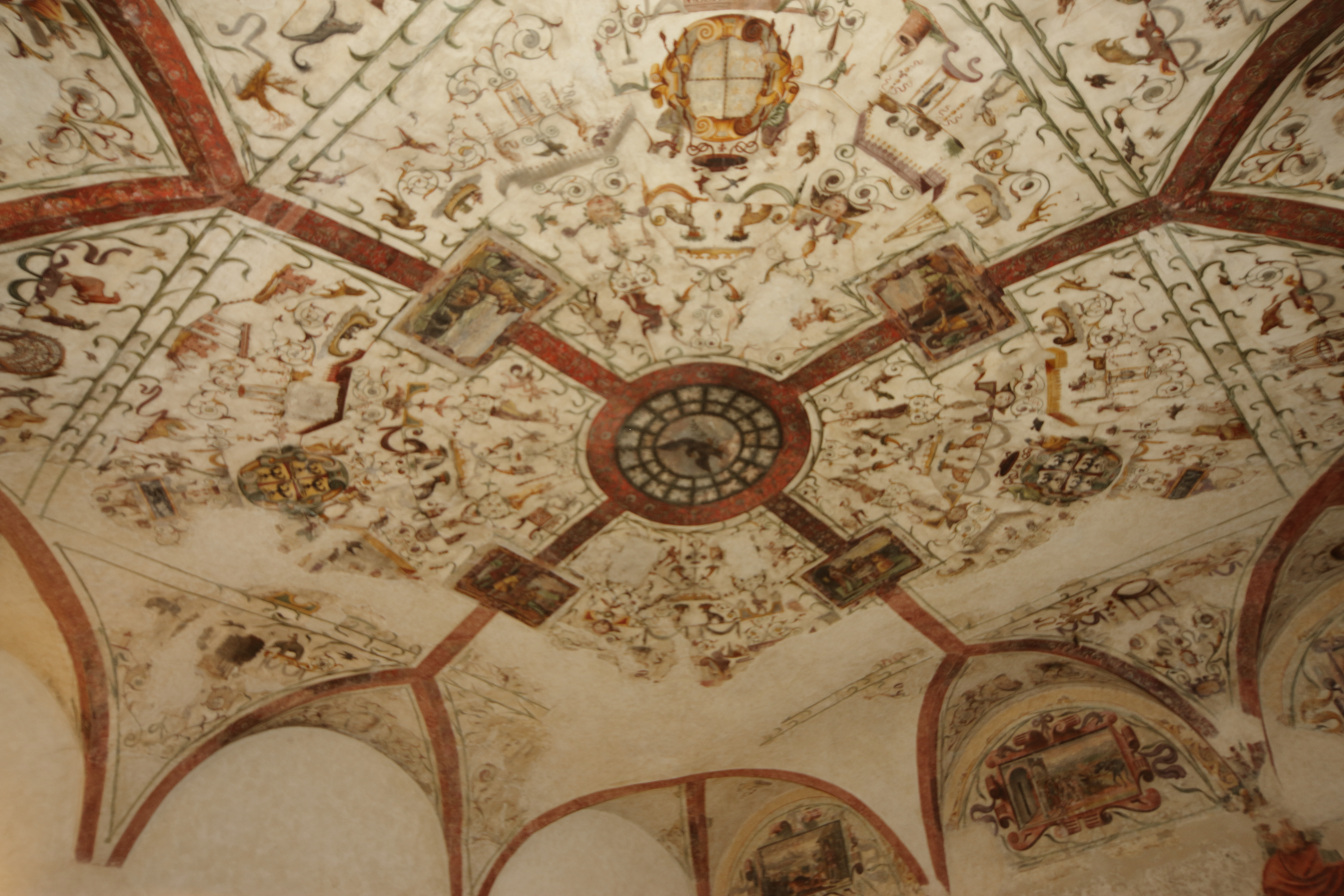
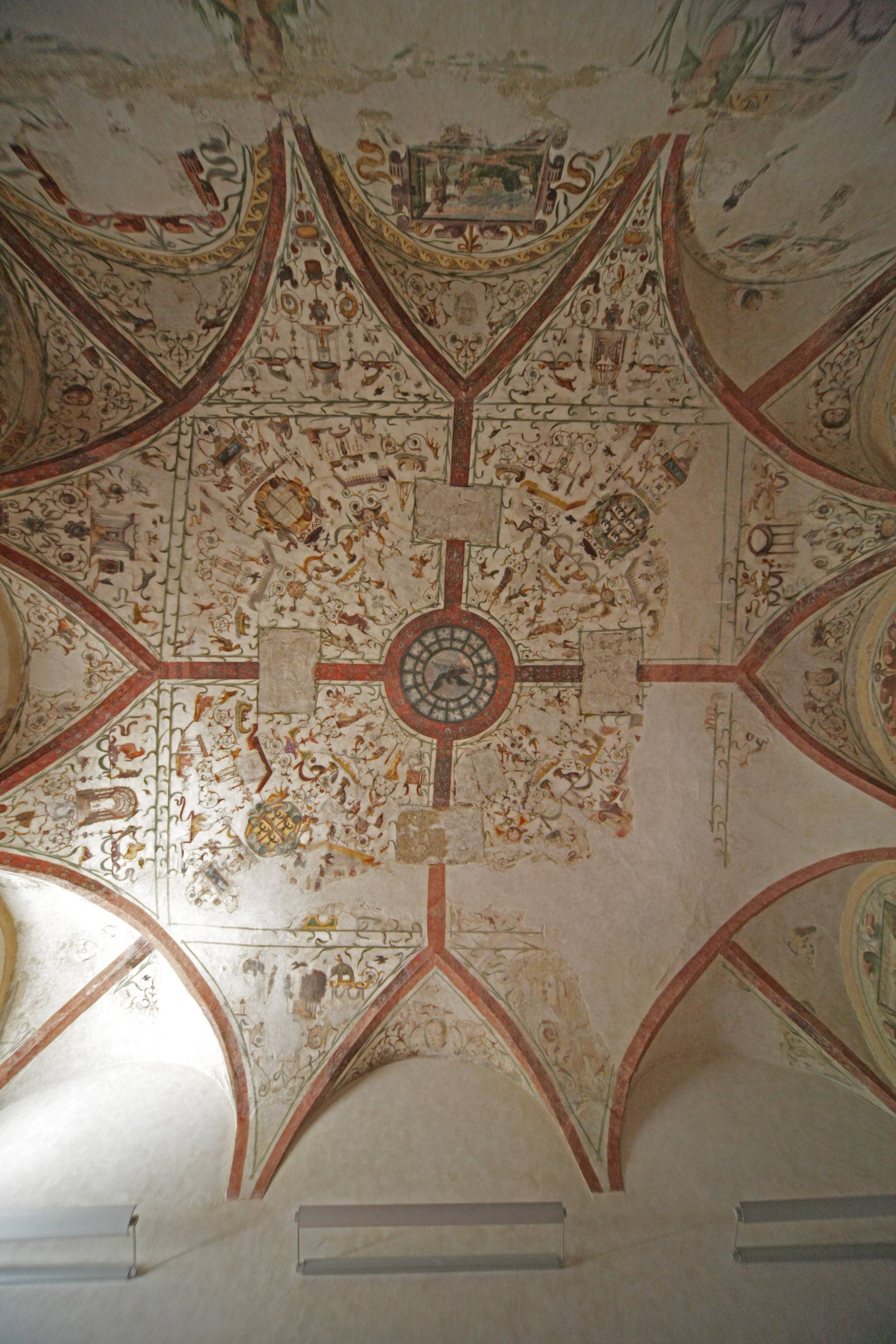
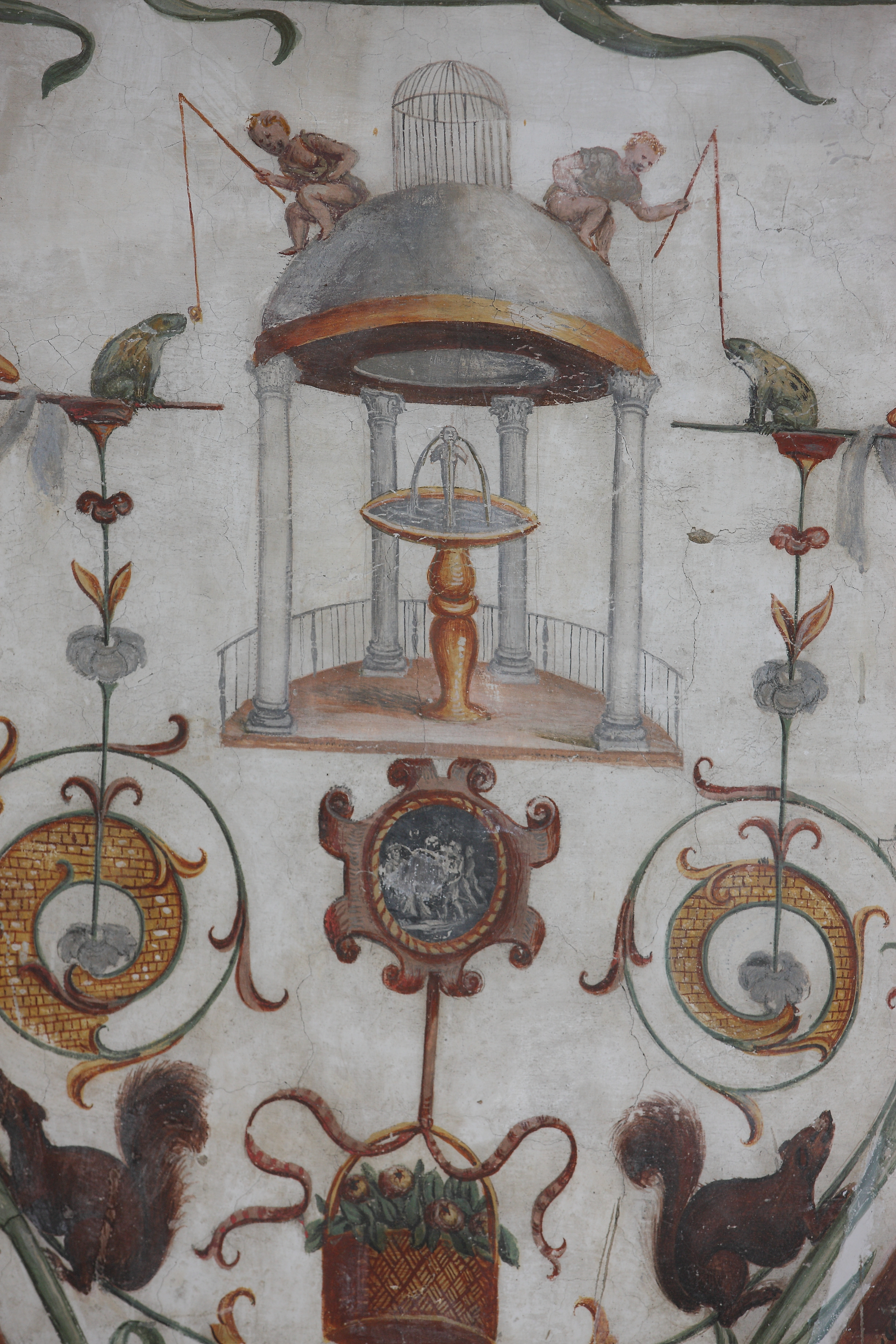
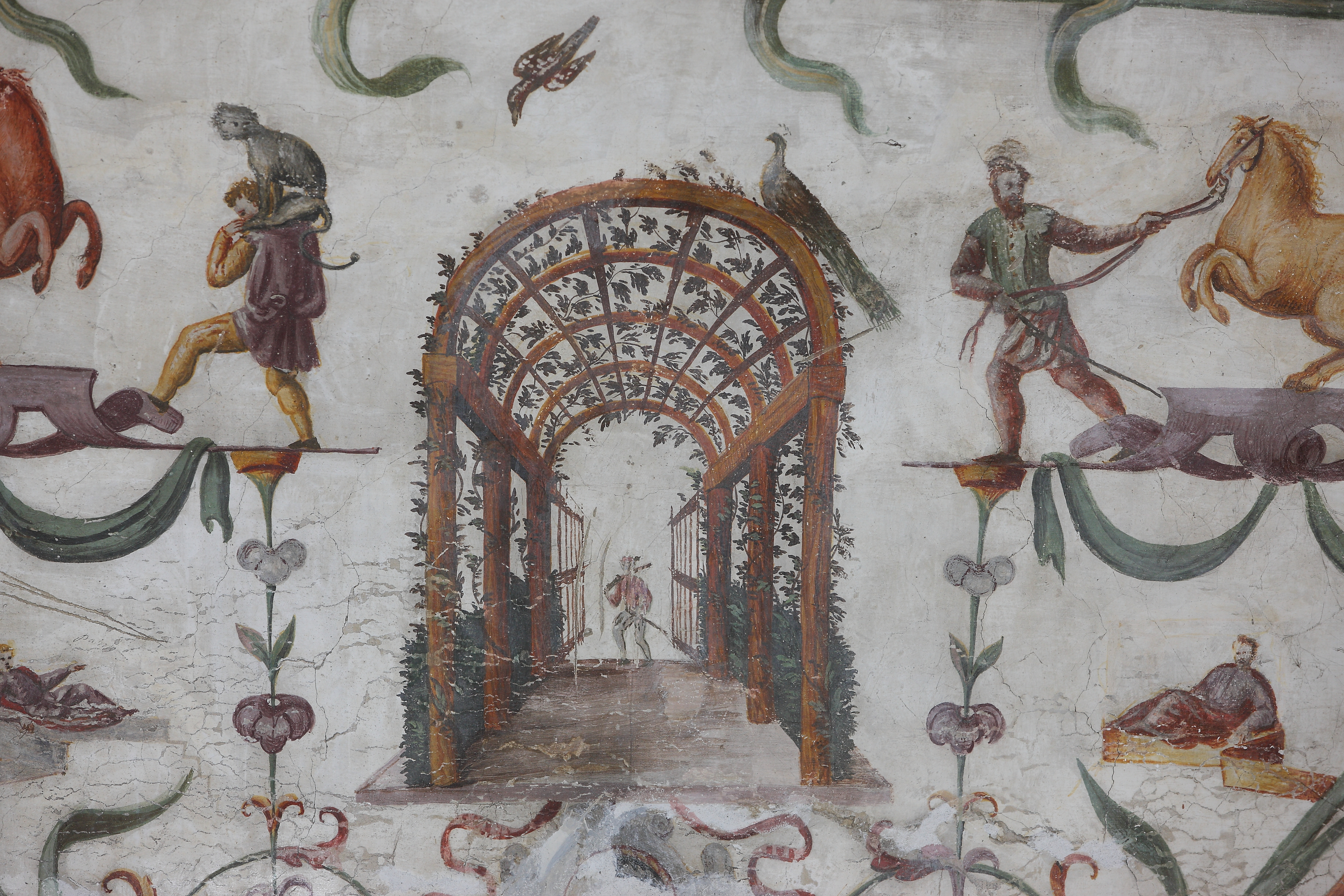
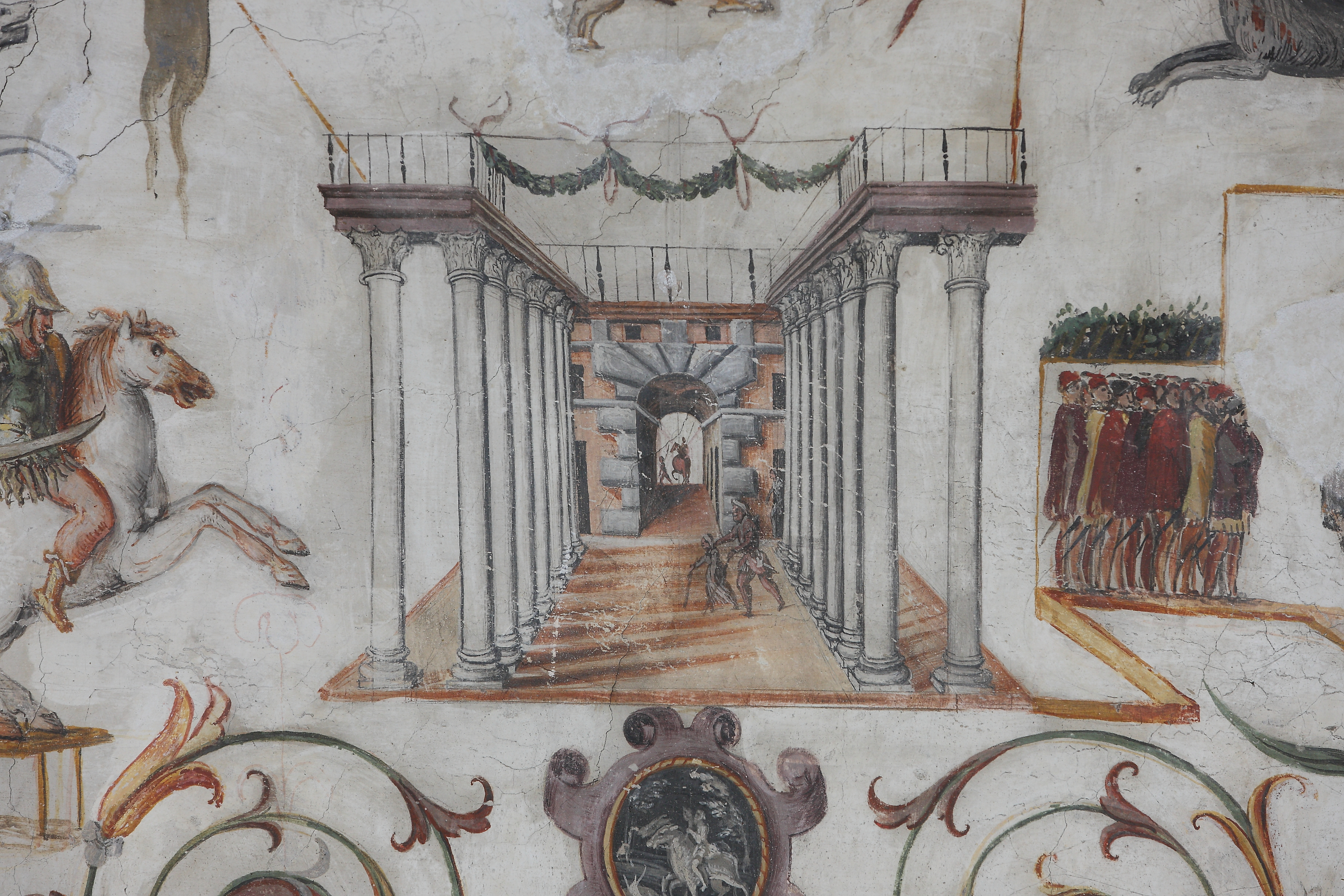